# کوبلنی
کوبلنی (به مجاری:  Köblény) یک منطقهٔ مسکونی در مجارستان است که در ناحیه کوملو واقع شده‌است.